# Kultivate
Kultivate is een in januari 2003 opgericht Nederlands modemerk, dat in korte tijd veel bekendheid verwierf door gewaagde teksten op hun T-shirts. Het bedrijf is opgestart door Frank van Rooijen en Jeffrey Heerkens. Van Rooijen is afgestudeerd als grafisch vormgever aan de Kunstacademie in Utrecht, net zoals Heerkens. Toen ze het geld en de tijd ervoor hadden begonnen ze hun eigen kledinglijn, met behulp van het bedrijf "The Badge Company".
Kultivate ziet kleding als een perfect medium om non-verbale boodschappen over te brengen. Een van de collecties was ‘Kultivate and Demonstrate’, die mensen aan het denken zet met de ontwerpen, en inspringt op actuele maatschappelijke vraagstukken gecombineerd met een gezonde dosis zelfspot. 
De naamsbekendheid wordt steeds groter. Anno 2006 zijn er filialen in Nederland, België en Australië. Bekende Kultivate-dragers in Nederland zijn Ferry Corsten, Jeroen Post en de acteurs van ZOOP.
Enkele teksten op de shirts en accessoires zijn:
- Fuck me, I'm rich
- Pornography needs me
- I did Paris Hilton